# Pratiques sexuelles entre personnes de même sexe
Pour des articles plus généraux, voir Comportement sexuel humain et Homosexualité.
Les pratiques sexuelles entre personnes de même sexe sont des activités sexuelles relevant de l'homosexualité ou de la bisexualité. Elles incluent les pratiques sexuelles entre femmes et les pratiques sexuelles entre hommes.

## Voire aussi
- Pornographie lesbienne
- Pornographie gay